# 見沼通船堀

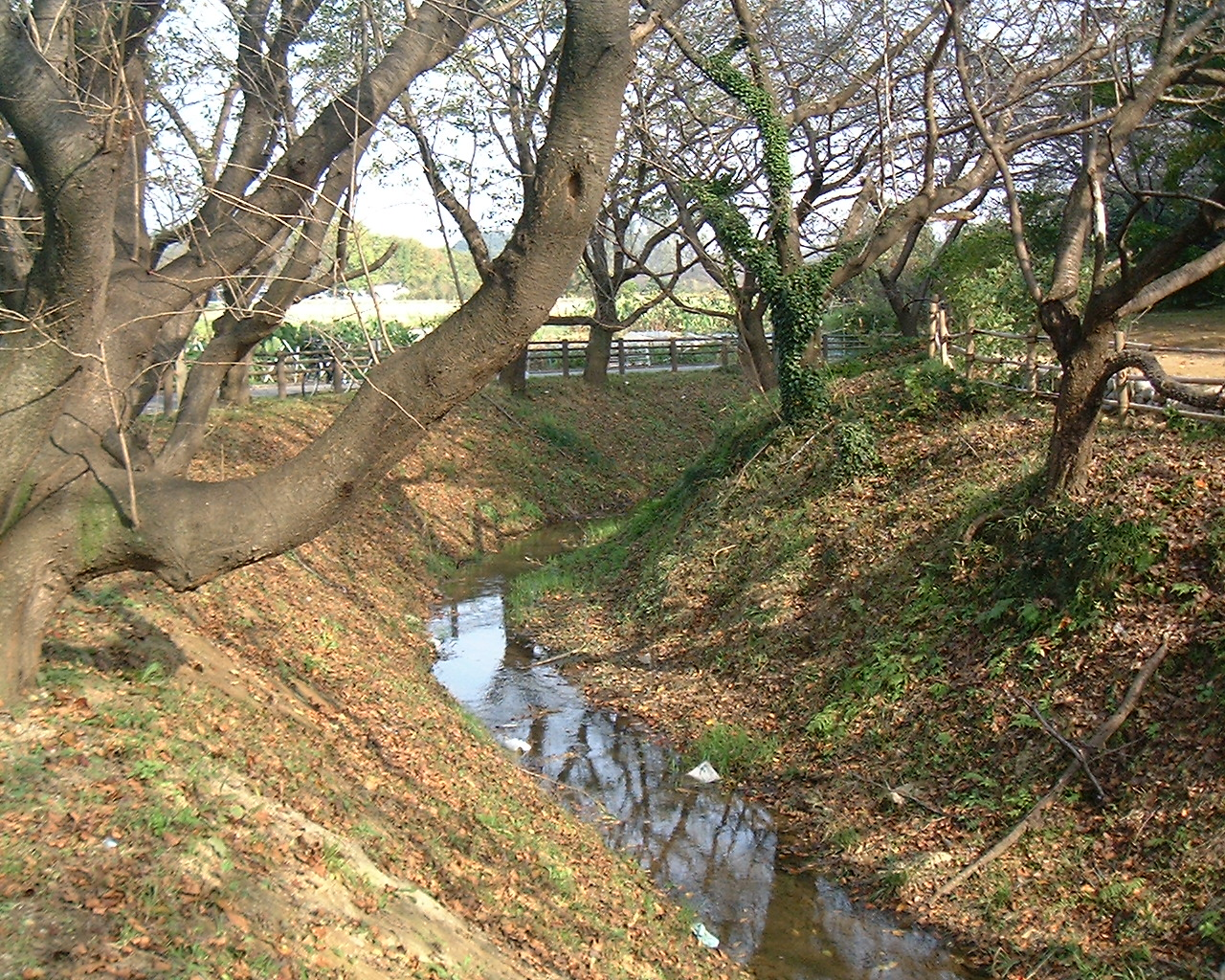
現在の見沼通船堀（西縁通船堀）

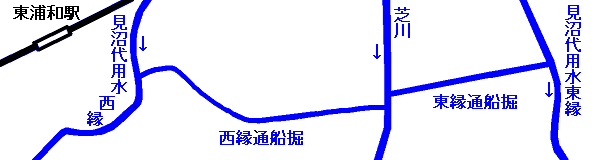
芝川,見沼代用水（西縁,東縁）との位置関係

見沼通船堀（みぬまつうせんぼり）は、見沼代用水（東縁、西縁）と芝川とを結ぶ閘門式運河である。1731年（享保16年）に作られた。
江戸時代から明治時代の内陸水運（見沼通船）で重要な役割を果たした。堀全体で4つの関（閘門）を持ち、閘門式運河では日本最古の部類に入る。
昭和初期以降から使用されておらず、現在はさいたま市緑区にその復元された遺構が残る。
1982年（昭和57年）、国の史跡に指定された。

## 通船堀建設の背景

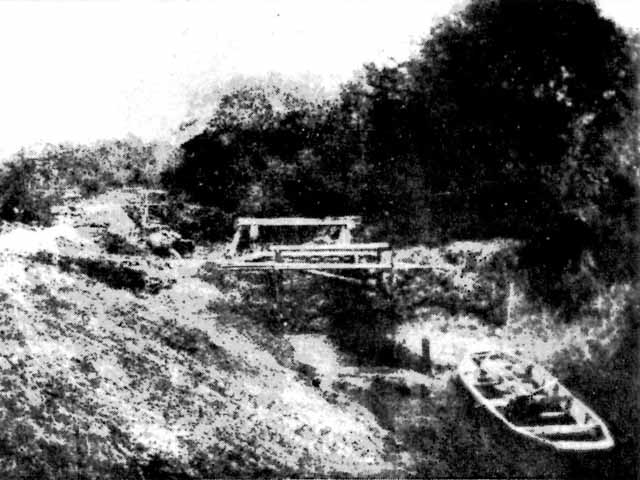
昭和初年の頃の見沼通船堀東縁

1727年（享保12年）に開削された見沼代用水は、新田の開発のため灌漑用の溜池であった見沼溜井の代わりとして利根川から引かれた用水路である。用水路は、水田等の灌漑目的であったが、利根川と荒川の間を流れており、年貢米などを江戸に運ぶ水路としても有用であった。1731年（享保16年）に、新田の打ち出しに貢献があった鈴木家および高田家に通船差配権が与えられた。
しかし、用水路は江戸まで直接つながっていないため、江戸市中を流れていた隅田川に注ぐ芝川と代用水とを結ぶ必要性があった。一方、2本の用水路は芝川より数1キロメートル程度しか離れていないが、標高で約3メートルほど高い位置を流れており、直接運河を掘っても水流のため船を通すことが困難であった。このため、閘門式の運河が必要であった。通船堀は、見沼代用水の建設にあたった勘定吟味役の井沢弥惣兵衛為永が1731年（享保16年）に普請を指揮して行われた。

## 通船堀の構造

### 全体構造
通船堀は、八丁堤と呼ばれた場所（現在のさいたま市緑区）に設けられた。この付近の見沼代用水は芝川を挟むように、見沼代用水東縁と見沼代用水西縁の2本が流れているが、芝川からそれぞれに対して、東縁通船堀と西縁通船堀が開削された。2本とも構造的には差異はほとんどなく、東西とも2つの閘門（関）が設置された。閘門のことを関と呼び、芝川に近い関を一の関、代用水側に近い関を二の関と呼称した。東縁から西縁までの堀の全長は、約1キロメートル程度である。
閘門式運河は、運河を結ぶ2点間の水位が異なる場合、途中に水門を設けて、そこで水位を調整して船を通過させるものである。同方式のものでは太平洋と大西洋を結ぶパナマ運河が有名である。閘門式運河の歴史は古く、中国では14世紀頃の元朝時代に作られ、ヨーロッパでは15世紀頃から存在していた。見沼通船堀も技術的には、それらと比べても遜色の無いものであった。

### 関（閘門）の構造
見沼通船堀の関の構造は4つともほとんど同じ構造であった。関の設置された場所の底面は、松の丸太が地中に深く打ち込まれ、その上に角材が根太として渡され、板が全面に貼り付けられていた。側面も板と杭で全面が囲まれていた。
閘門の中心には、鳥居柱と呼ばれたケヤキの角材が門柱として設置されていた。この門柱の上流側（見沼代用水側）に角落板（かくおとし）とよばれる平板を積み上げて水を溜めたり、板を抜いて排水したりして水位調節を行った。角落板の大きさは幅が約18センチメートル（6寸）、長さ約3.3メートル（1間5尺）、厚さ約6センチメートル（2寸）ったといわれている
角落板は各関で10枚から12枚程度使用された。角落板は約18センチメートルの幅であるため、水位を1.8メートルから2.1メートル程度まであげることができた。関の中の水位を下げる時は、この角落板を両側から鈎（かぎ）のついた長い棒で1枚ずつ引き上げて関から抜き取っていた。この作業は、枠抜きと呼ばれ、熟練を要した。
角落板は、前述の鳥居柱の門柱に水圧で押し付けて固定された。大きな板が使われなかったのは、大きな水圧により少人数での取り扱いが難しくなるためである。
通船堀をつかった船の運行は、江戸期には秋の彼岸から翌年の春の彼岸までと定められた。明治期以降は12月から2月までの、冬の農閑期だけであった。従って、冬に通船堀を使用する期間は、代用水から通船堀側に水が流れるように、代用水を仮締め切りで封鎖した。逆に、通船堀を使用しない農繁期においては、通船堀に水が流れないように通船堀を仮締め切りで封鎖した。それぞれの仮締め切りは土俵を積み上げて作られた。

## 船の通過方法
江戸からの船が見沼通船堀を抜ける場合、芝川の通船堀近くの八丁堤に会所が設けられ、そこに船をつけた。江戸から芝川をのぼる時刻は、労力の軽減を図るため江戸湾の潮位が満ちてくる時間に合せられたので一定しなかった。八丁会所についた船は、岸から太い綱で引かれ、一の関へ引き入れられた。船を上流に向かわせるのは自力では困難であったため、見沼通船堀に引き入れるには人力が使われた。1隻につき20人程度の労力が必要であった。
船が一の関に入ると、一の関の角落板がはめ込まれて、関内に水をため水位を二の関が通過できるようになるまで上昇させた。同時に二の関の角落板が外されて、船を二の関の中に引き入れた。船が二の関に入ると、二の関の角落板が入れられ、水位が上がり、見沼代用水へと船を引き入れた。代用水側から江戸へ向かう船は、逆に二の関、一の関の順に角落板を一枚ずつ外して水位を下げて芝川へ向った。
一の関と二の関の中間には舟溜りと呼ばれる場所があり、ここで上りと下りの船の行き違いや、関の開閉や水位の調整のための待機が行われた。
1つの関で水をためるのに40分から50分程度かかり、1艘の船が通船堀を通過するのには、1時間半から2時間程度を要したといわれている。また、江戸から見沼通船堀までは3日程度かかったといわれている。

## 現在の状況

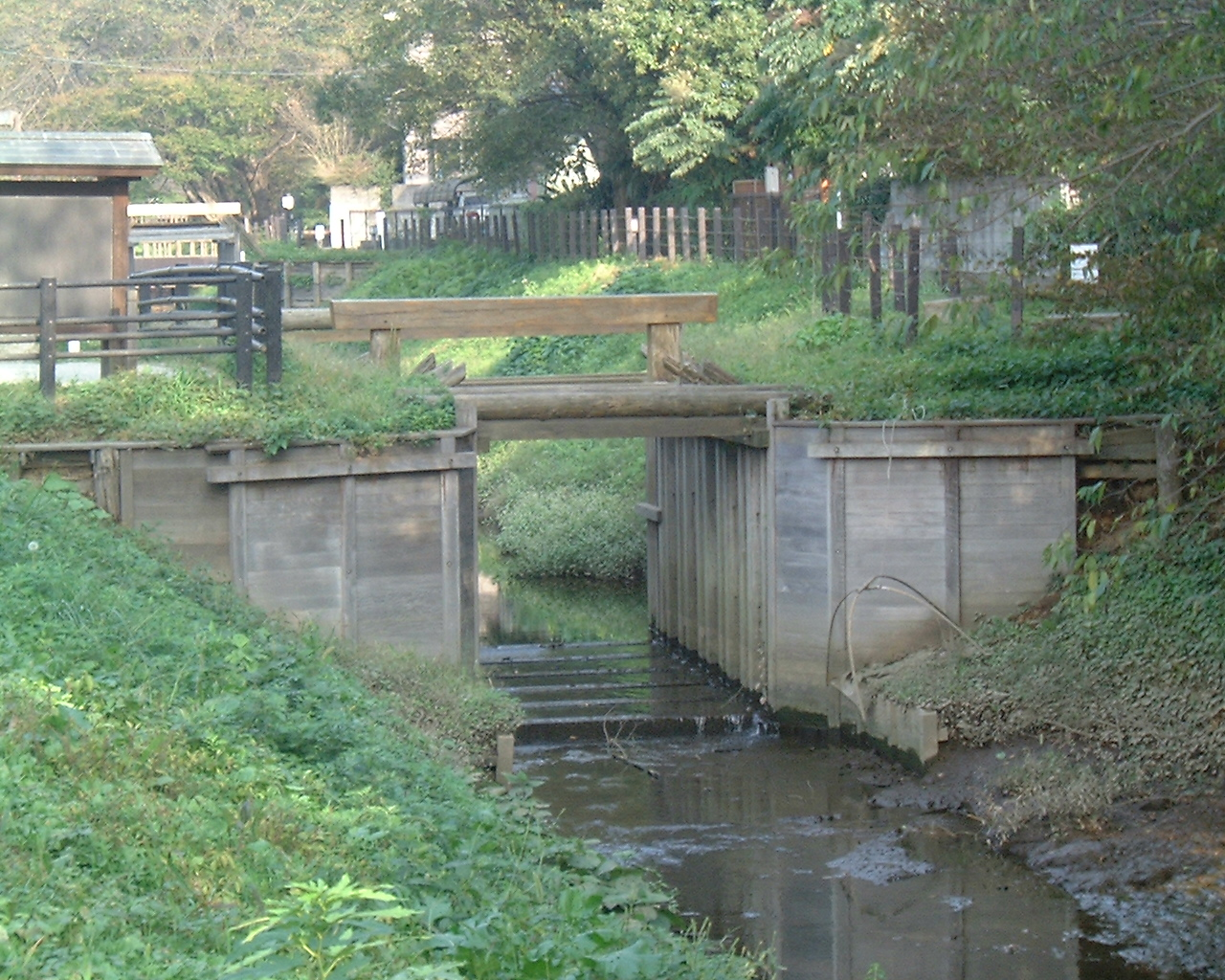
東縁一の関

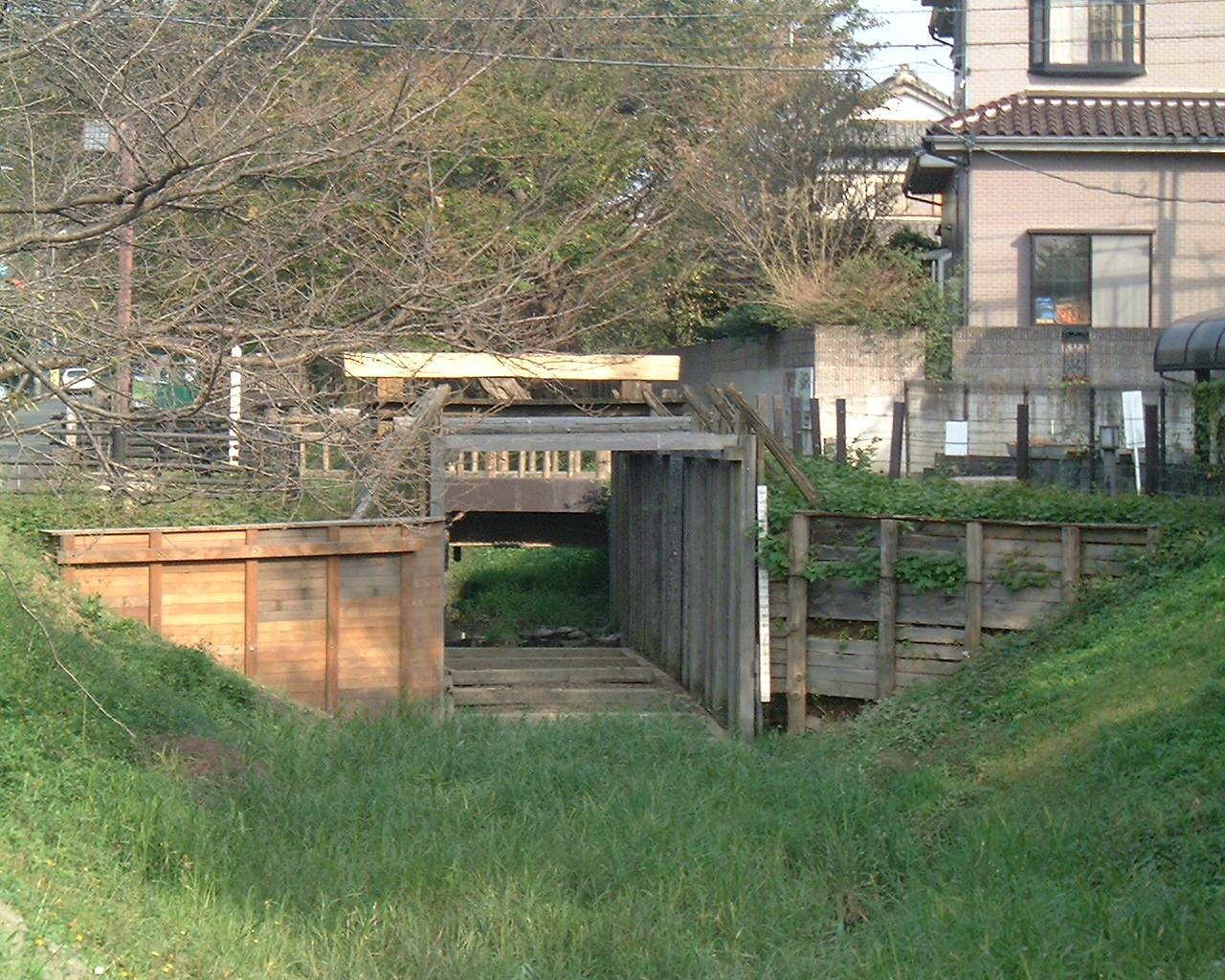
東縁二の関

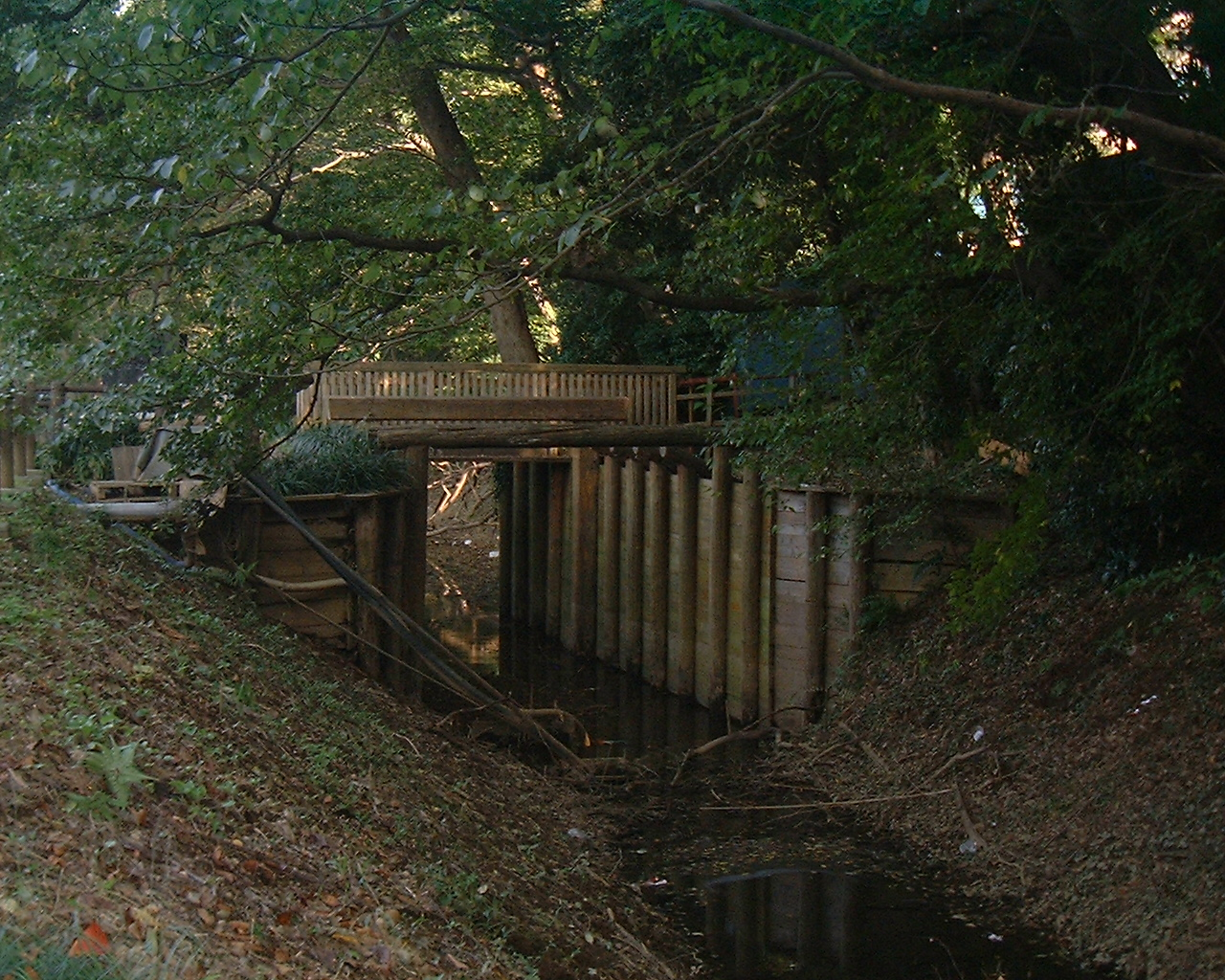
西縁一の関

1960年（昭和35年）11月4日、見沼通船堀は県立安行武南自然公園の区域に指定された。また、1994年（平成6年）から1997年（平成9年）にかけて、第一次史跡整備工事として関の復元が行われ、東縁は一の関と二の関、西縁は一の関のみが復元されている（西縁の二の関は復元を行わず、「二の関跡」として存地している）。復元から20年が経ち、堤塘の崩落や整備個所の劣化が進んできたため、2016年（平成28年）から再整備工事が開始され、2019年（令和元年）に東縁の工事を終了した。西縁は2021年（令和3年）より再整備工事に入り、2024年（令和6年）度に終了する予定になっている。
現在、年に一度（例年8月下旬）関の角落板を使用して往時の通船の様子を再現する水位調整の実演が東縁で公開されている。ただし、再整備工事の期間中は実演を行わず、工事の現況を報告する現地説明会を開催した。工事の終了を受けて、2019年から水位調整の実演を再開した。
なお、2002年（平成14年）、通船関係者の信仰を集めた水神社・木曽呂の富士塚（川口市東内野）が史跡の追加指定を受けた。

## 略年表
- 1731年、井沢弥惣兵衛の手により普請される。
- 1931年、見沼通船が正式に廃止となる。
- 1955年、埼玉県の史跡に指定される。
- 1960年、県立安行武南自然公園の区域に指定される[12]。
- 1982年、国の史跡に指定される。
- 1994年、見沼代用水東縁側の通船堀の関の復元工事が始まる。
- 2002年、水神社・木曽呂の富士塚が追加指定される。
- 2006年、当時の皇太子徳仁が視察（第4回世界水フォ－ラム全体会合での基調講演「江戸と水運」の取材のため）。
- 2016年、通船堀の再整備工事が始まる。